# غاري مكغي
غاري مكغي (بالإنجليزية: Gary McGhee)‏ مواليد 28 أكتوبر 1988 في مدينة اندرسون، هو لاعب كرة سلة أمريكي. بدأ مسيرته الاحترافية في سنة 2011. يلعب مع تايغرز توبينغن في الدوري الألماني لكرة السلة كلاعب وسط. يحمل الرقم 16. يبلغ طوله 6 قدم 11 بوصة (2.1 م).

## المسيرة الاحترافية
لعب مع ميدي بايرويت في الدوري الألماني في موسم 2012–2013، ثم لعب مع بي سي إم جرافيلين في الدوري الفرنسي في سنة 2013، ثم لعب مع نيكار ريزن لودفيغسبورغ في الدوري الألماني في موسم 2013–2014، ثم لعب مع نادي بريشتينا لكرة السلة في سنة 2014، ثم لعب مع نادي بريوغان لكرة السلة في الدوري الإسباني في موسم 2014–2015، ثم لعب مع تايغرز توبينغن في الدوري الألماني في سنة 2016.

## روابط خارجية
- غاري مكغي على موقع الدوري الأوروبي لكرة السلة (الإنجليزية)
- غاري مكغي على موقع كرة السلة الأوروبية.كوم (الإنجليزية)
- غاري مكغي على موقع كلية كرة السلة في سبورتس رفرنس.كوم (الإنجليزية)
- غاري مكغي على موقع ريلجم (الإنجليزية)
- غاري مكغي على موقع بروبوليرز (الإنجليزية)
- غاري مكغي على موقع سبورتس رفرنس (الإنجليزية)